# Talsperre El Burguillo
Die Talsperre El Burguillo (spanisch Presa de El Burguillo) ist eine Talsperre mit Wasserkraftwerk in der Gemeinde El Tiemblo, Provinz Ávila, Spanien. Sie staut den Alberche zu einem Stausee auf. Die Talsperre dient sowohl der Stromerzeugung als auch der Bewässerung und Trinkwasserversorgung. Sie wurde 1913 fertiggestellt. Die Talsperre ist in Staatsbesitz und wird von Naturgy betrieben.

## Absperrbauwerk
Das Absperrbauwerk ist eine Gewichtsstaumauer aus Beton mit einer Höhe von 91 m über der Gründungssohle. Die Mauerkrone liegt auf einer Höhe von 730 m über dem Meeresspiegel. Die Länge der Mauerkrone beträgt 300 m. Das Volumen der Staumauer beträgt 287.220 m³.
Die Staumauer verfügt sowohl über einen Grundablass als auch über eine Hochwasserentlastung. Über den Grundablass können maximal 85 m³/s abgeleitet werden, über die Hochwasserentlastung maximal 1171 (bzw. 1175) m³/s. Das Bemessungshochwasser liegt bei 1600 (bzw. 2411) m³/s.

## Stausee
Beim normalen Stauziel von 729 m erstreckt sich der Stausee über eine Fläche von rund 9,1 km² und fasst 198 (bzw. 201 oder 208) Mio. m³ Wasser; davon können 198 Mio. m³ für die Stromerzeugung genutzt werden.

## Kraftwerk
Die installierte Leistung des Kraftwerks beträgt 48 (bzw. 48,8) MW. Die Fallhöhe beträgt 82 m. Der maximale Durchfluss liegt bei 75 m³/s. Das Maschinenhaus befindet sich etwa 500 m von der Staumauer entfernt auf der linken Flussseite.